# نیک استال
نیک استال (انگلیسی: Nick Stahl؛ زادهٔ ۵ دسامبر ۱۹۷۹) هنرپیشه اهل ایالات متحده آمریکا است. وی از سال ۱۹۹۱ میلادی تاکنون مشغول فعالیت بوده‌است. 

## گزیده فیلمشناسی
از فیلم‌هایی که وی در آن نقش داشته‌است، می‌توان به در اتاق خواب، خوابگردی، شهر گناه، من یکی و تنها، گذرگاه امن، مرده بیدار، قصه بلند، دلالان شرط‌بندی، نخل‌های سوزان و نابودگر ۳: خیزش ماشین‌ها اشاره کرد.